# Austrian Open 1978
L'Austrian Open 1978 è stato un torneo di tennis giocato sulla terra rossa. È stata la 33ª edizione del torneo, che fa parte del Colgate-Palmolive Grand Prix 1978. Si è giocato a Kitzbühel in Austria dal 24 al 30 luglio 1978.

## Campioni

### Singolare maschile
Chris Lewis ha battuto in finale  Vladimír Zedník con il punteggio di 6–1, 6–4, 6–0

### Doppio maschile
Mike Fishbach /  Chris Lewis hanno battuto in finale  Pavel Hutka /  Pavel Složil con il punteggio di 6–7, 6–4, 6–3